# Mímids
Els mímids (Mimidae) són una família d'ocells de l'ordre dels passeriformes formada per 10 gèneres amb 34 espècies que habiten les zones neàrtica i neotropical. El seu nom científic fa referència a la capacitat d'aquestes aus per a imitar els sons d'altres animals, incloent-hi granotes i instruments musicals.

## Morfologia
- Fan 20 – 30 cm incloent la cua. Tenen la grandària aproximada d'un tord comú, però amb la cua i el bec més llargs.
- La major part de les espècies són de color gris o marró per sobre. Per sota són pàl·lides o blanques, freqüentment amb llistes o taques. Unes poques espècies són més brillants.
- Moltes espècies tenen ulls de colors brillants, com vermell, groc o blanc.
- Escàs dimorfisme sexual.[2]

## Ecologia
L'hàbitat principal de la família són els matolls i el pis inferior dels boscos. Moltes espècies ocupen hàbitats secs, gairebé desèrtics. Viuen per tot el continent americà a excepció del nord del Canadà. També habiten moltes illes del Carib i les illes Galápagos. S'han introduït a les Bermudes i Hawaii. Moltes espècies de la zona septentrional, es desplacen cap al sud en hivern.

## Alimentació
S'alimenten bàsicament d'artròpodes terrestres, que atrapen mentre caminen entre la vegetació baixa, amb les seves fortes potes. També mengen fruites i baies.

## Reproducció
Amb herba i rametes, fan un niu gran, amb forma de tassa, sovint a prop del terra però de vegades dalt dels arbres. Ponen 2 – 5 ous que coven 12 – 13 dies.

## Llista de gèneres
Segons la classificació del Congrés Ornitològic Internacional, versió 11.1, 2021, aquesta família està formada per 10 gèneres amb 34 espècies:
- Gènere Allenia, amb una espècie: mim fosc (Allenia fusca).[4]
- Gènere Cinclocerthia, amb dues espècies.
- Gènere Dumetella, amb una espècie: mim gris (Dumetella carolinensis).
- Gènere Margarops, amb una espècie: mim bec d'ivori (Margarops fuscatus).
- Gènere Melanoptila, amb una espècie: mim violaci (Melanoptila glabrirostris).
- Gènere Melanotis, amb dues espècies.
- Gènere Mimus, amb 14 espècies.
- Gènere Oreoscoptes, amb una espècie: mim de les artemises (Oreoscoptes montanus).
- Gènere Ramphocinclus, amb una espècie: mim pitblanc (Ramphocinclus brachyurus).
- Gènere Toxostoma, amb 10 espècies.